# Цинциннати Беаркэтс (баскетбол)
Цинциннати Беаркэтс (англ. Cincinnati Bearcats) — баскетбольная команда, представляющая университет Цинциннати в первом баскетбольном мужском дивизионе NCAA. Располагается в Цинциннати (штат Огайо). Команда выступает в Американской спортивной конференции, а домашние матчи проводит в «Fifth Third Arena». Главным тренером команды является Мик Кронин. За свою историю, «Беаркэтс» дважды завоёвывали чемпионский титул, шесть раз выходили в Финал Четырёх и двадцать восемь раз участвовали в играх плей-офф. 27 игроков команды выбирались в символические сборные лучших игроков страны.
До сезона 2006/06 «Беаркэтс» выступали в Конференции США, после чего перешли в конференцию Big East. После того, как Big East была преобразована в частную католическую баскетбольную конференцию «Беаркэтс» были вынуждены перейти в Американскую спортивную конференцию.

## История
Баскетбольная программа университета Цинциннати была основана в 1901 году и домашние игры проводила в гимнастическом зале, расположенном в подвале Хола Макмикена. В первом сезоне команда сыграла девять игр, в которых одержала 5 побед и потерпела 4 поражения. В сезоне «Беаркэтс» проиграли Йелю, но выиграли у университета Кентукки. Остальные матч команда провела против не университетских команд.
В 1954 году команда переехала на новую арену — «Армори-фиелдхаус», где в своём дебютном матче одержала победу над Индианой со счётом 97:65. В 1950-х годах за команду выступало несколько будущих членов Баскетбольного зала славы. Так в сезоне 1954/55 годов членом всеамериканской сборной от стал игрок «Беаркэтс» Джек Тваймен, а в 1957 году за команду дебютировал Оскар Робертсон, установивший множество рекордов NCAA и завоевавший большое количество индивидуальных наград. В это время «Беаркэтс» перешли в конференцию Missouri Valley, где уже в первый же год выиграли чемпионский титул. В 1958 году Цинциннати впервые приняли участие в турнире NCAA, где дошли до регионального финала.

## Закреплённые номера
| Закреплённые номера «Цинциннати Беаркэтс» |                 |         |                |
| №.                                        | Игрок           | Позиция | Годы в команде |
| 4                                         | Кеньон Мартин   | Ц       | 1996-2000      |
| 12                                        | Оскар Робертсон | З       | 1957-1960      |
| 27                                        | Джек Тваймен    | Ф       | 1951-1955      |

## Индивидуальные награды и достижения игроков
- Кеньон Мартин: Приз имени Адольфа Раппа, 2000[2]
- Кеньон Мартин: Приз Нейсмита лучшему игроку года среди студентов, 2000[3]
- Кеньон Мартин: USBWA College Player of the Year, 2000[4]
- Кеньон Мартин, Приз имени Джона Вудена, 2000[5]
- Кеньон Мартин: Associated Press College Basketball Player of the Year, 2000
- Кеньон Мартин: State Farm Division I Player of the Year Award, 2000
- Оскар Робертсон, USBWA College Player of the Year, 1959 и 1960[4]

## Достижения
- Чемпион NCAA: 1961, 1962
- Финалист NCAA: 1963
- Полуфиналист NCAA: 1959, 1960, 1961, 1962, 1963, 1992
- Четвертьфиналист NCAA: 1959, 1960, 1961, 1962, 1963, 1992, 1993, 1996
- 1/8 NCAA: 1959, 1960, 1961, 1962, 1963, 1992, 1993, 1996, 2001, 2012
- Участие в NCAA: 1958, 1959, 1960, 1961, 1962, 1963, 1966, 1975, 1976, 1977, 1992, 1993, 1994, 1995, 1996, 1997, 1998, 1999, 2000, 2001, 2002, 2003, 2004, 2005, 2011, 2012, 2013, 2014, 2015, 2016, 2017, 2018, 2019
- Победители турнира конференции: 1976, 1977, 1992, 1993, 1994, 1995, 1996, 1998, 2002, 2004, 2019
- Победители регулярного чемпионата конференции: 1926, 1928, 1929, 1930, 1947, 1948, 1949, 1950, 1951, 1958, 1959, 1960, 1961, 1962, 1963, 1966, 1992, 1993, 1996, 1997, 1998, 1999, 2000, 2001, 2002, 2004, 2014